# Xilinx

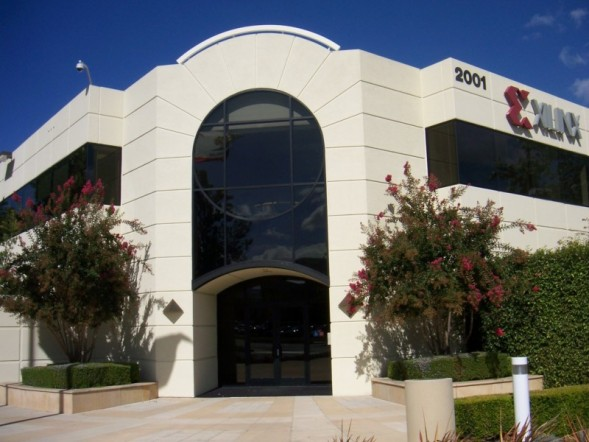
Hauptquartier in San Jose

Xilinx, Inc. war der weltgrößte Entwickler und Hersteller von programmierbaren Logik-ICs, sogenannten Field-Programmable Gate Arrays (FPGAs). Xilinx besaß keine eigene Halbleiterfertigung, sondern war ein Fabless-IC-Hersteller. 2022 wurde Xilinx von AMD übernommen.

## Geschichte
Xilinx wurde 1984 von Ross Freeman (FPGA-Erfinder), Bernie Vonderschmitt (Fabless-Pionier) und Jim Barnett gegründet, die zuvor bei Zilog tätig waren. Das Unternehmen wurde im Silicon Valley angesiedelt und mit dem Geld von Investoren finanziert. 1985 kam man mit dem ersten Chip auf den Markt. Die Herstellung erfolgt zunächst in Japan. Bereits Ende 1989 konnten die Investoren ausgezahlt werden.
Zwischen 1996 und 2013 entwickelte sich der Umsatz von 560 Millionen Dollar auf 2,2 Mrd. Dollar.
Der Stammsitz des Unternehmens war im kalifornischen San José, der europäische Hauptsitz befand sich in Dublin und der asiatische in Singapur.
Im Oktober 2020 gab AMD bekannt, Xilinx per Aktientausch für (zum damaligen Zeitpunkt) 35 Mrd. US-Dollar übernehmen zu wollen. Nach Prüfung und Zustimmung durch die Regulierungsbehörden konnte die Übernahme von Xilinx durch AMD im Februar 2022 abgeschlossen werden.

## Technologie

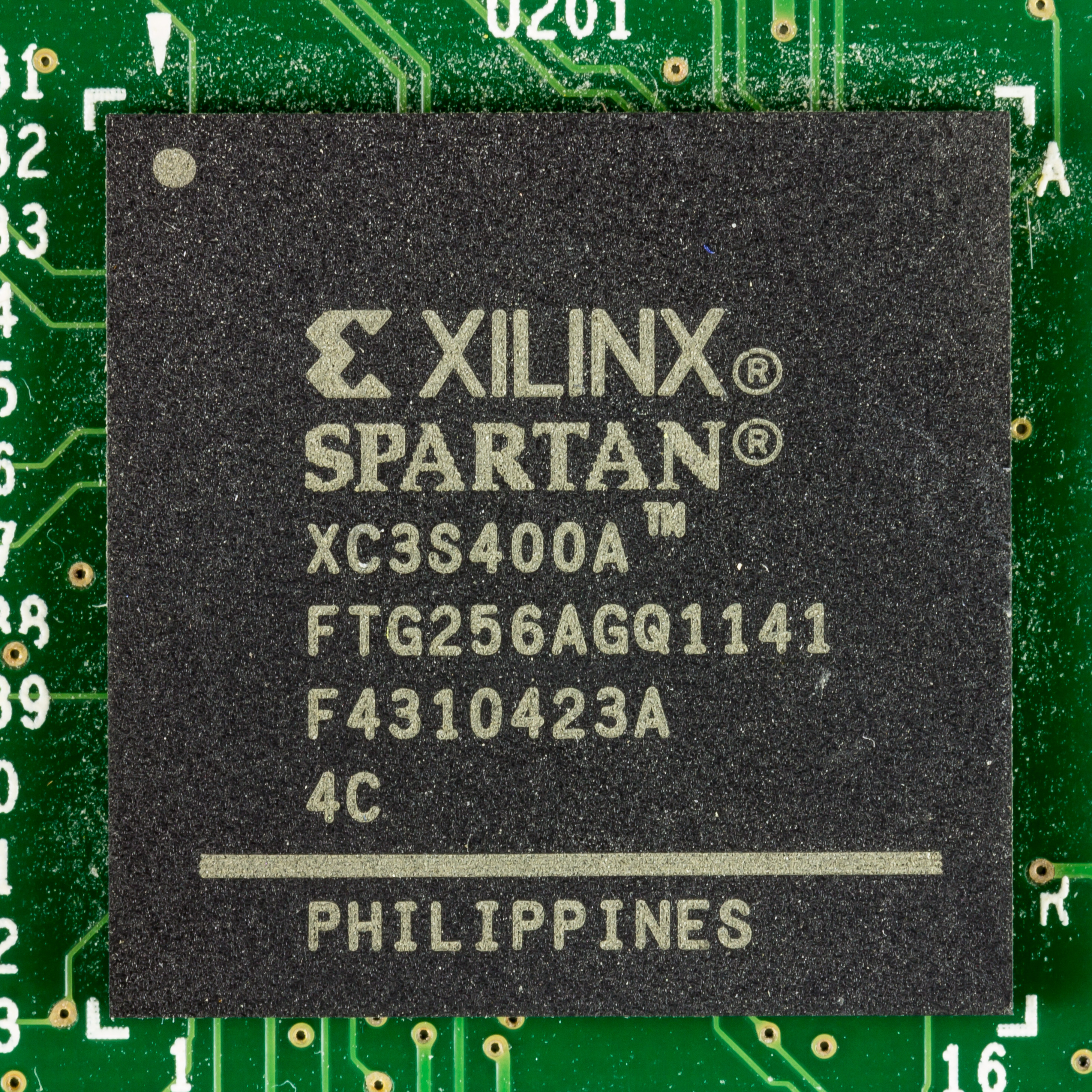
FPGA von Xilinx

Xilinx stellte FPGA- und CPLD-Bausteine her, die in zahlreichen Anwendungen der Telekommunikation, Automobilindustrie, Messtechnik, Unterhaltungselektronik, Wehrtechnik und anderen Bereichen verwendet wurden. In der Hauptsache wurden derzeit vier Bausteinfamilien gefertigt: einfache Logik (Coolrunner), FPGAs im Niedrigpreissegment (Spartan), im mittleren Leistungsbereich (Artix, Kintex) und für Hochleistungsanwendungen (Virtex), gemeinsam mit den dazu benötigten Bausteinen wie PROMs.
Die Virtex-Familie ist von besonderem Interesse für System-on-a-Chip-Entwickler, weil manche Bausteine dieser Familie vollständige PowerPC-Kerne als diskrete Hardwareblöcke direkt im FPGA-Chip enthalten. Damit können auf diesen Chips spezifische Programme oder ganze Betriebssysteme wie µCLinux oder RTOS laufen, während gleichzeitig die Logikgatter im Chip vollständig für Erweiterungen der Funktionalität genutzt werden können. Es können z. B. Peripherie-Bausteine oder Co-Prozessoren implementiert werden. Die FPGA-Serien Virtex-II Pro, Virtex-4, Virtex-5, und Virtex-6 enthalten bis zu zwei eingebettete IBM-PowerPC-Kerne der Serie 405 beziehungsweise 440.
FPGAs der Zynq-7000-Familie enthalten für SoC-Anwendungen statt des Power-PC einen Mehrkernprozessor mit ARM-Architektur z. B. ARM Cortex-A MPCore. Die leistungsfähigeren UltraScale-SoC der Kintex-Serie enthalten bis zu 4 Prozessoren der Cortex-A53-Serie. SoC-Systeme können auch mittels SoftCores wie dem Xilinx-eigenen MicroBlaze oder anderen synthetisierbaren Prozessorkernen in Xilinx-FPGAs ohne Hardcore realisiert werden.
Mit der Virtex2-Familie war Xilinx Anfang 2006 der erste Hersteller, dessen FPGAs partiell rekonfigurierbar sind. Das heißt, Teile des Chips können während der Laufzeit neu konfiguriert und damit die Funktionen ausgetauscht werden.

## Mitbewerber
Andere bedeutende FPGA-Hersteller sind Intel (Übernahme von Altera im Jahr 2015), Microchip Technology (Übernahme von Microsemi 2018, die 2010 Actel übernommen hatten) und Lattice Semiconductor Corporation.